# Silvo Fatur
Silvo Fatur, slovenski literarni zgodovinar, učitelj slovenščine, * 2. januar 1935, Zagorje pri Pivki, † 15. januar 2023, Lucija.

## Življenje
Fatur se je po maturi na gimnaziji v Postojni vpisal na slavistiko, kjer je leta 1961 diplomiral iz slovenskega in ruskega jezika. Za diplomsko nalogo je pri  A in B  predmetu  obravnaval isto temo, primerjal je roman Janka Kersnika Rošlin in Verjanko z romanom Očetje in sinovi I. S. Turgenjeva in za diplomsko delo z naslovom Nekateri problemi okrog geneze in sestavine Kersnikove povesti leta 1962 prejel študentsko Prešernovo nagrado. Slovenščino je poučeval najprej na Osnovni šoli Pivka, nato na postojnski gimnaziji, kjer je leta 1965 postal ravnatelj. To delo je opravljal do leta 1976, ko se je odločil za poučevanje slovenščine in ruščine. V postojnskih letih se je veliko ukvarjal s kulturno politiko, bil predsednik občinske Zveze kulturno-prosvetnih organizacij, pozneje predsednik Kulturne skupnosti Postojna, poslanec Prosvetno-kulturnega zbora Skupščine Republike Slovenije, pozneje član Izvršnega odbora Kulturne skupnosti Slovenije. Leta 1975 je s svojo ekipo in vodstvom Slavističnega društva Slovenije, ki mu je tedaj predsedovala Breda Pogorelec, v Postojni organiziral tradicionalno zborovanje, v Jis-u objavil itinerarij za strokovno ekskurzijo po poti od Kalca na Zgornji Pivki (Miroslav Vilhar) do Prema v osrčju Brkinov (Dragotin Kette) in jo vodil. S 1. septembrom 1977 je pričel opravljati delo pedagoškega svetovalca za slovenski jezik v osnovnih in srednjih šolah na enoti Zavoda za šolstvo v Kopru in naloge pedagoškega svetovalca za šole s slovenskim učnim jezikom v Tržaški pokrajini. Leta 1988 je postal predstojnik Območne enote Koper, leta 1992 pa je bil zaradi bolezni razporejen na delovno mesto svetovalca za slovenski jezik v osnovnih in srednjih šolah.

## Strokovno delo
Sodeloval je pri stalnem strokovnem izpopolnjevanju slavistov in vplival na položaj slovenskega jezika v šoli in družbi. Prosvetno in publicistično delo, ki ga je opravljal v študentskih letih, je nadaljeval kot učitelj in ravnatelj ter pri svojem delu ohranjal stike z Notranjsko in Postojno. Je avtor učbenikov Književnost I (1981), Književnost II (1982) in Književnost, primerjalni učbenik za srednje šole z italijanskim učnim jezikom na Koprskem (1990) in soavtor pri drugih učbenikih za književnost v srednjih šolah. Po njegovi zaslugi je leta 1996 začela izhajati revija Slovenščina v šoli, ki ji je bil prvih pet let tudi glavni in odgovorni urednik.
Skupaj z Marjanom Štrancarjem je leta 1996 izdal knjigo Abecedarij književnosti za štiriletne srednje šole, leta 1999 izbor esejev Zapisi o materinščini in njenih mojstrih, v Prešernovem letu je udejanjil izvirno idejo in povprašal za mnenje o Prešernu 25 najboljših maturantov generacije 1999; njihov izbor iz Prešernovih Poezij je uredil in obrazložil v knjigi Kam?.
Svoje delo je skrbno povezoval s Slovenci zunaj meja matične domovine: na njegovo pobudo in pobudo tedanjega  tržaškega  profesorja dr. Franca Škrlja so se na vsakoletnih tekmovanjih pričeli srečevati dijaki postojnske gimnazije in Znanstvenega liceja France Prešeren v Trstu, kar se je razvilo v vsakoletne spomladanske kulturne in športne manifestacije dijakov z obeh strani meje; zamejski dijaki so se pričeli udeleževati tekmovanja za Cankarjevo priznanje itd. Leta 1990 je izšel učbenik Književnost, v tem času je nastala tudi njegova knjiga književno-didaktičnih študij Brvi, ne mostovi. Nekatere svoje poglede na slovensko književnost je navedel v vademekumu Slovenska leposlovna književnost (1992). Na njegovo pobudo je bila pri Zavodu Republike Slovenije za šolstvo ustanovljena skupina za prenovo pouka slovenskega jezika v srednjih šolah, vodil je podskupino za književnost. Prejel je priznanje in nagrado države Slovenije za življenjsko delo na področju vzgoje in izobraževanja in postal častni član Zveze slavističnih društev Slovenije.
Silvo Fatur je bil ves čas dejaven v Slavističnem društvu in je redno objavljal v reviji Jezik in slovstvo, Slovenščina v šoli in Šolskih razgledih. S predavanji je sodeloval na zborovanjih društva, npr. Primorski slovenistični dnevi – letno strokovno srečanje slovenistov vseh treh primorskih slavističnih društev.

## Izbrana bibliografija
- Ljudje in kraji ob Pivki. (1975–1985) (COBISS)
- Književnost II: učbenik (1983) (COBISS)
- Dileme slovenske šole v Italiji. Primorska srečanja (1989) (COBISS)
- Osredotočenje: fragmenti o pisateljstvu Pavleta Zidarja. Primorska srečanja (1993) (COBISS)
- Esej o jezikih. Primorska srečanja (1993) (COBISS)
- Realizem in fantastika v Lokarjevi noveli Megla (1993) (COBISS)
- Nekaj kot esej o zamolčani 50-letnici. Primorska srečanja (1994) (COBISS)
- Srečavanje s tržaškim slovenskim pisateljem Borisom Pahorjem (1994) (COBISS)
- Dragotin Kette (Videoposnetek): pesnik ljubezni in človeške pokončnosti (1994) (COBISS)
- Primorski slovenistični dnevi, petič. Primorska srečanja (1994) (COBISS)
- Didaktični problem odlomka iz leposlovnega besedila, ob primerih iz romana Sveti Pavel. Primorska srečanja (1994) (COBISS)
- Kako je s primorsko "kulturno in idejno zaostalostjo"?: ugovori in pripombe (1995) (COBISS)
- Bodo spet "trumoma prihajali z zastavami na čelu ___"?: vračanje Miroslava Vilharja (1995) (COBISS)
- Letošnji Primorski slovenistični dnevi. Primorska srečanja (1995) (COBISS)
- Znameniti abecednik za otroke od Trsta do Bovca: Prvi koraki – 1926 (1996) (COBISS)
- Potopisi naših krajev. Primorska srečanja (1998) (COBISS)
- Prispevek k branju učnega načrta ali predlogi za delo z besedilom. Slovenščina v šoli (1999)  (COBISS)
- Kratkozgodbena zgradba Kosmačevega romana Pomladni dan. Primorska srečanja (2000) (COBISS)
- Marljivi openski Škrat. Slovenščina v šoli (2000) (COBISS)
- Kdaj so prvič izšle Prešernove Poezije?: odmev Prešernovega leta (2001) (COBISS)
- Jezik kot primerjalna prednost. Primorska srečanja (2001) (COBISS)
- Humorne prvine v Kosmačevem Pomladnem dnevu. Primorska srečanja (2001) (COBISS)